# Estación Porvenir
Estación Porvenir ist eine Ortschaft in Uruguay.

## Geographie
Sie befindet sich auf dem Gebiet des Departamento Paysandú in dessen Sektor 2 in der Cuchilla del Rabón. Estación Porvenir liegt südöstlich der Departamento-Hauptstadt Paysandú und östlich von Esperanza und Porvenir. Weitere in der Nähe gelegene Ansiedlungen sind in einigen Kilometern südöstlicher Entfernung La Tentación sowie im Osten Piedras Coloradas.

## Infrastruktur
Durch Estación Porvenir führt die Ruta 90.

## Einwohner
Für Estación Porvenir wurden bei der Volkszählung im Jahr 2004 190 Einwohner registriert.
| Jahr | Einwohner |
| ---- | --------- |
| 1996 | -         |
| 2004 | 190       |

Quelle: Instituto Nacional de Estadística de Uruguay